# Audra Lynn
Audra Lynn (nacida Audra Lynn Christiansen el 31 de enero de 1980) es una modelo y actriz estadounidense. Fue Playmate del mes en octubre de 2003 para la revista Playboy. 
También fue la portada del número de marzo de 2005 de la edición italiana de la revista Rolling Stone.
Apareció en un episodio de Viva La Bam en MTV. También apareció en varios episodios del reality show de E!, The Girls Next Door. Fue invitada en Frasier en el episodio "Freudian Sleep". También ha estado en Mad TV, una semana de celebrities en Family Feud, ganó un juego de Street Smarts para la caridad, fue mencionada por Sum 41 en Total Request Live de MTV debido a una sesión que Sum 41 hizo para ella, estuvo en Jimmy Kimmel Live!, Carson Daly, Late Show with David Letterman, The Tonight Show with Jay Leno, y Spring Break MTV 2003.  
El desplegable central de Playboy de Lynn fue fotografiado por Stephen Wayda y Arny Freytag.
Lynn apareció en la entrevista de celebridades para la edición del 25º aniversario de Amore. Pasa su tiempo promociando obras de caridad, incluyendo Hollygrove, una organización comunitaria centrada en la familia que ayuda a los niños que han sufrido abusos y maltrato y aquellos en riesgo de abuso.
En junio de 2006 habló en High Times, sobre su descubrimiento de la marihuana medicinal y lo que le ayudó a aliviar su dolor crónico provocado por la fibromialgia que sufre.